# Alfred Nikodém

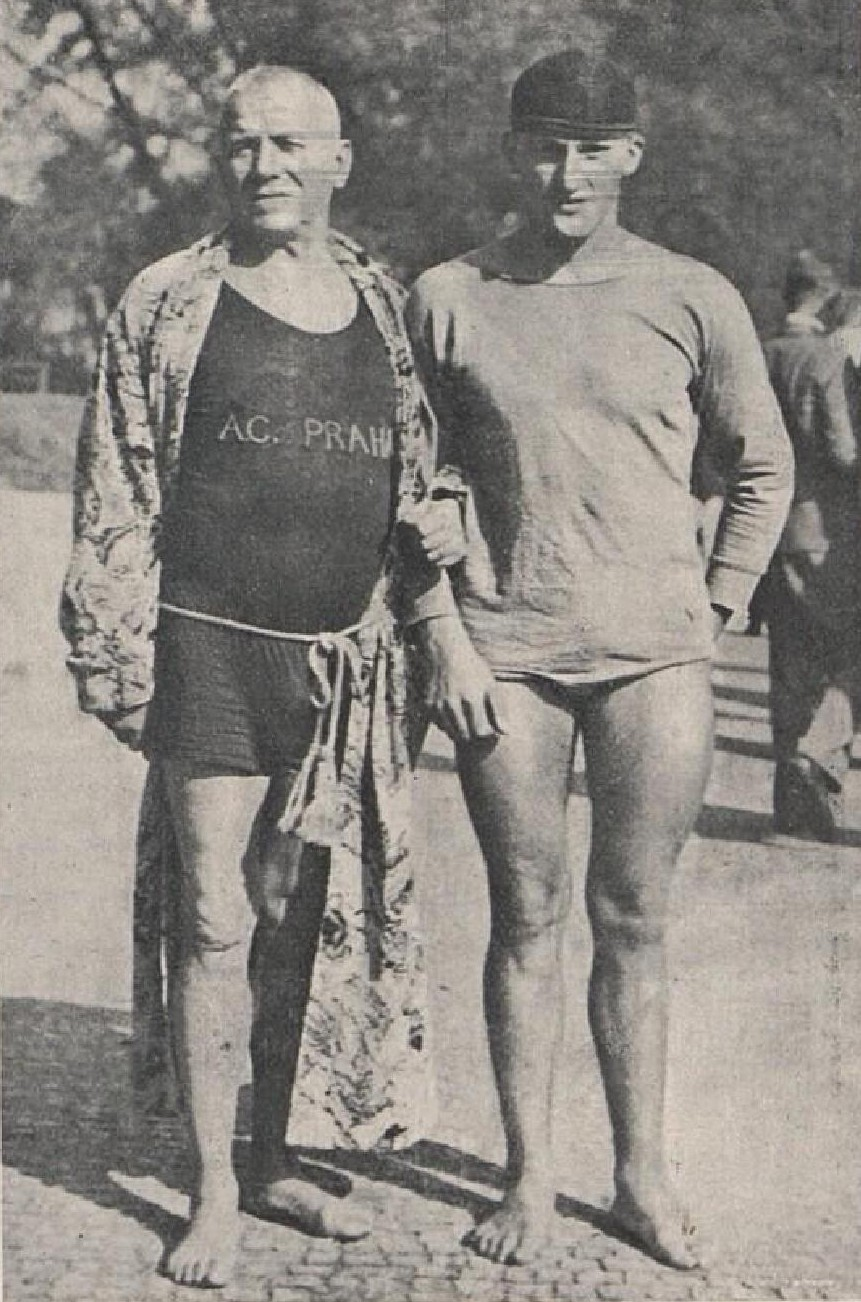
Alfred Nikodém (vlevo) a Václav Antoš, vítězové závodů „Napříč Prahou“ (1928)

Alfred Nikodém, též Alfred Nikodem (25. března 1864 Praha – 30. října 1949), byl pražský podnikatel, majitel zlatnické firmy a všestranný sportovec běžec, chodec, jezdec. Je znám především jako průkopník zimního plavání.

## Život
Narodil se jako osmé z devíti dětí účetního Karla Nikodema, tehdy oficiála českého místodržitelství v Praze a jeho manželky Arnoštky, rozené Matulové, rovněž z Prahy. Vyučil se stejně jako otec účetním, byl schopným obchodníkem, který skupoval zlatnické a hodinářské zboží z dražeb a zastaváren a prodával je ve svém obchodě. V prosperující živnosti se tituloval zlatník a klenotník, ačkoliv na odbornou práci zaměstnával zlatnické dělníky. Z manželství s Annou rozenou Pávovou měl dceru Miroslavu (* 1900).

## Sport
Alfred Nikodém plaval poprvé v Praze ve Vltavě veřejně o Vánocích 1923. Tento zvyk se ujal a v roce 1928 už plavalo v zimě u Národního divadla pod jeho vedením 63 plavců. Naposledy plaval Nikodém veřejně ve Vltavě v prosinci 1945, na prvním vystoupení otužilců po skončení války. V roce 1946 předal vedení pražských otužilců Oldřichu Liškovi.
Oldřich Liška a jím založený Tělovýchovný otužilecký klub zorganizovali 21. prosince 1947 vánoční plavání otužilců u Národního divadla. Alfred Nikodém zemřel o dva roky později a je pohřben na Vyšehradě. Tradice plavání během Vánoc ve Vltavě u Národního divadla trvá dodnes. Pod názvem Memoriál Alfreda Nikodéma je organizována I. plaveckým klubem otužilců Praha vždy 26. prosince.
Alfréd Nikodém zemřel 30. října 1949 ve věku 85 let. Pohřben byl na Vyšehradském hřbitově. Hrob se nachází poblíž hrobu Boženy Němcové (v rohu hřbitova při jeho jižní straně).

Náhrobek na Vyšehradském hřbitově
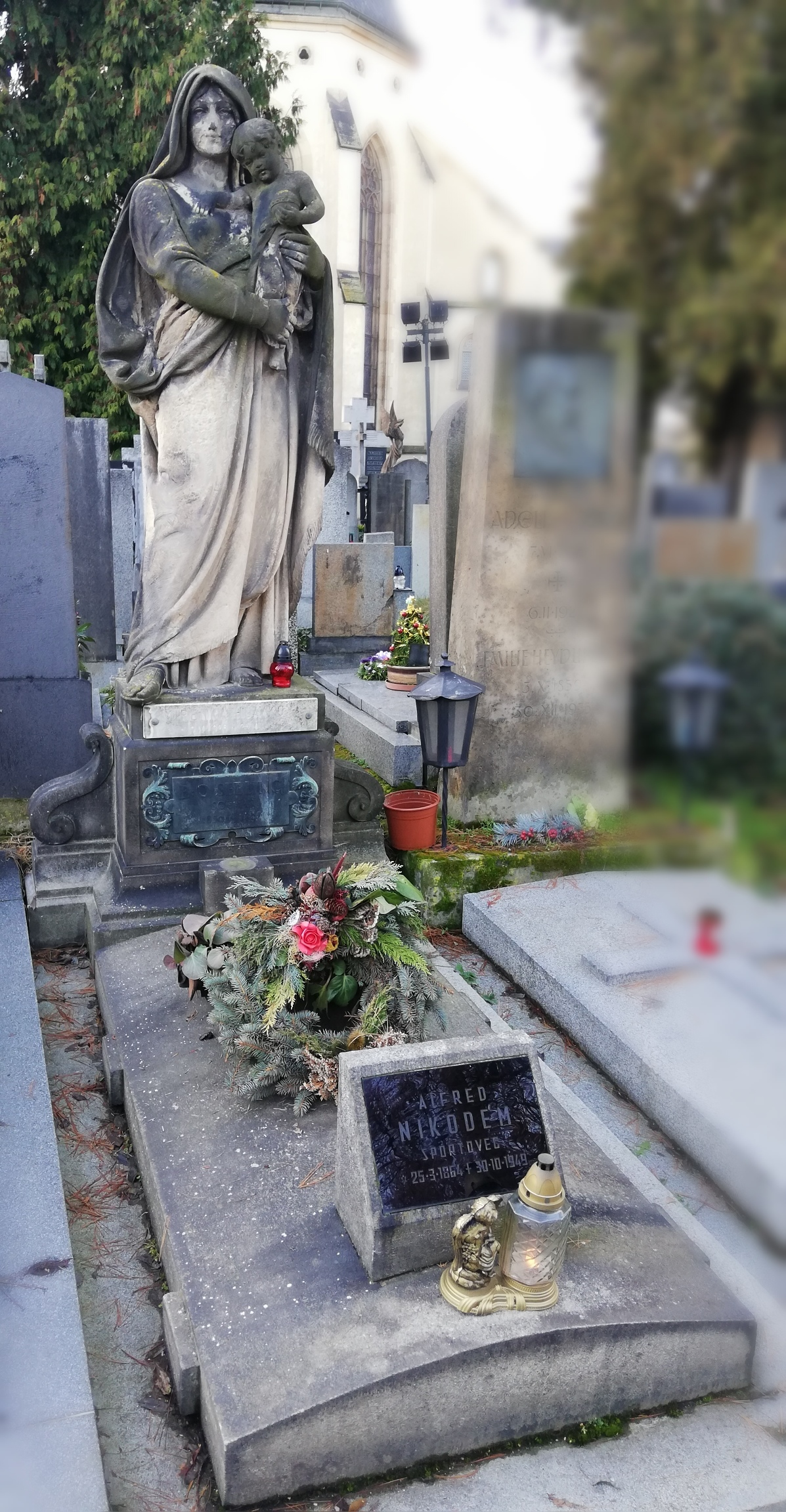
Celkový pohled
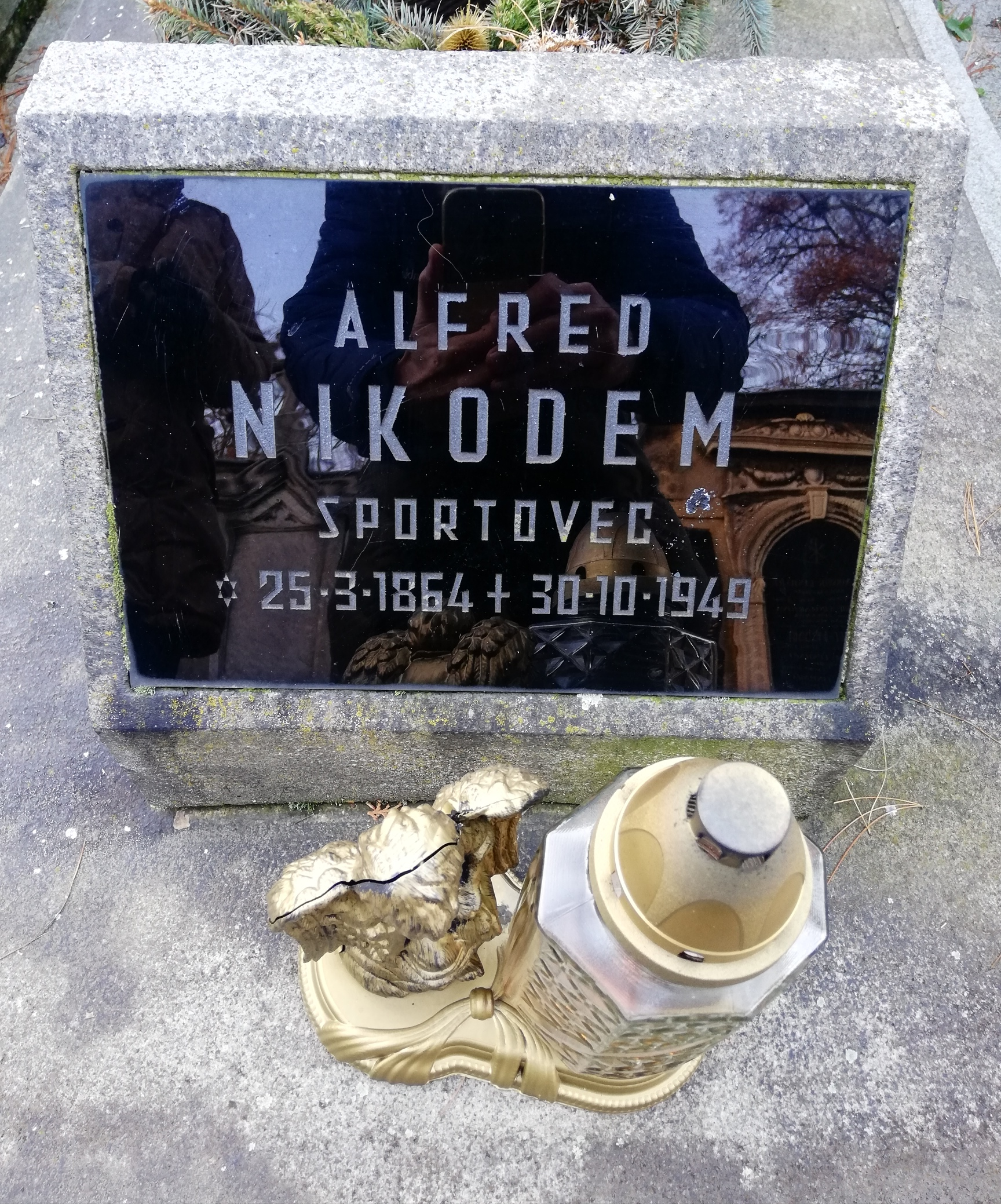
Detail

## Pravopis příjmení
V úředních záznamech o pobytu osob  a na Nikodémově náhrobku je jeho příjmení (i křestní jméno) uváděno bez čárky: Alfred Nikodem.[zdroj?] Tento pravopis preferují i někteří autoři, např. Václav Židek. Sám Alfred Nikodém se podepisoval ve tvaru běžnějším v českém kontextu, stejně tak byl uveden mj. jako autor publikace Dvěma moři, která byla vydána za jeho života.